# Karl von Düwell
Karl Düwell, seit 1915 Ritter von Düwell (* 6. August 1869 in Kempten (Allgäu); † 21. Juli 1930 ebenda) war ein königlich-bayerischer Offizier, zuletzt Oberst.

## Leben
Düwell war während des Ersten Weltkriegs Kommandeur des 1. Reserve-Jäger-Bataillons, das unter anderem in Freising stationiert war. Für seine Verdienste wurde ihm vom bayerischen König der Militär-Max-Joseph-Orden verliehen, was ihm die Erhebung in den persönlichen Adelsstand mit dem Titel Ritter von einbrachte. In Freising ist eine Straße nach ihm benannt.